# Filozofia przypadku
Filozofia przypadku. Literatura w świetle empirii – obszerny esej autorstwa Stanisława Lema poświęcony teorii literatury i jej wpływu na współczesną kulturę. Wydany po raz pierwszy przez Wydawnictwo Literackie w 1968 roku.
Sprawy literatury są tu ujęte przez Lema z punktu widzenia nauk ścisłych: cybernetyki, matematyki, logiki, teorii prawdopodobieństwa, teorii gier, biologii i fizyki. Punktem centralnym pracy jest teoria dzieła literackiego. Autor poddał krytyce istniejące szkoły literaturoznawstwa i podał zarys nowej teorii. Najważniejszą kategorią całościowej koncepcji – przewijającą się przez całe dzieło – jest przypadek i jego przemożny wpływ na wszelkiego rodzaju ewolucje oraz kulturę.
Praca była w kolejnych wydaniach zmieniana. W wydaniu trzecim z 1988 roku Lem zrezygnował z osobnego rozdziału poświęconego strukturalizmowi, dodał natomiast rozdział krytycznoliteracki poświęcony m.in. własnej powieści Wizja lokalna oraz Imieniu róży autorstwa Umberto Eco.

## Spis rozdziałów

### 1. wydanie z 1968 r.
- Przedmowa
- I. Wstęp
- II. Sformułowanie programu
- III. Przedpole
- IV. Kreacja dzieła
- V. Semantyka i pragmatyka
- VI. Informacjonistyka i logika
- VII. Cybernetyka stosowana
- VIII. Los społeczny, czyli znaczenie dzieła
- IX. Nowoczesność, czyli przypadek
- X. Modele dzieła
- XI. Strukturalizm i ewolucjonizm
- XII. Wycieczka w semiologię
- XIII. Wprowadzenie w metakrytykę. Teoria kultury
- XIV. Szczypta praktyki
- XV. Zakończenie
- Posłowie

### 2. wydanie z 1975 r.
- Przedmowa
- Wstęp do II wydania
- I. Wstęp
- II. Sformułowanie programu
- III. Przedpole
- IV. Kreacja dzieła
- V. Semantyka i pragmatyka
- VI. Informacjonistyka i logika
- VII. Cybernetyka stosowana
- VIII. Los społeczny, czyli znaczenie dzieła
- IX. Nowoczesność, czyli przypadek
- X. Modele dzieła
- XI. Strukturalizm i ewolucjonizm
- XII. Wycieczka w semiologię
- XIII. Wprowadzenie w metakrytykę. Teoria kultury
- XIV. Szczypta praktyki
- XV. Zakończenie
- Posłowie

### 3. wydanie z 1988 r.
- Przedmowa
- Wstęp do II wydania
- Komentarz do III wydania
- I. Wstęp
- II. Sformułowanie programu
- III. Przedpole
  - Fenomenologiczna teoria dzieła
  - Problemy językowe, literackie i estetyczne
- IV. Kreacja dzieła
- V. Semantyka i pragmatyka
  - Znak i symbol
  - Język: introspekcja i substrat neutralny
  - Reprezentacja jako antynomia: obecna nieobecność
  - Matryce kulturowe semantyki
- VI. Informacjonistyka i logika
  - Dzieło: informacja strukturalna i selektywna
  - Dzieło: ujęcie logiczne i empiryczne
- VII. Cybernetyka stosowana
  - Wstęp
  - Ograniczenie metody
  - Sterowanie i gra
  - Mechanizmy odbioru
  - Szum w literaturze
  - Klasyfikacje kodów
  - Modelowanie w nauce i w literaturze
- VIII. Los społeczny, czyli znaczenie dzieła
  - Wstęp
  - Sprawdziany społeczne znaczeń
  - Filtr, czyli znawcy literatury
  - Stochastyczny los dzieła
  - Arcydzieło zdemaskowane
  - Kariera falsyfikatu
- IX. Nowoczesność, czyli przypadek
  - Wstęp
  - Rekapitulacja i krok naprzód
  - Nowa powieść i nowa fizyka
  - Nowa powieść i matematyka
- X. Modele dzieła
  - Modele biologiczne dzieła
  - Granice modelu biologicznego
  - Model fikcji literackiej
  - Obiekty informacyjne i obiekty fizyczne
  - Stochastyczny model dzieła
  - Podsumowanie
- XI. Granice wzrostu kultury
  - Sacrum i profanum
  - Kłopoty z definicją kultury
  - Skąd się wzięła kultura?
  - Losowość w kulturze
  - Patologia kultury
- XII. Literatura i poznanie
  - Wstęp
  - Teoria i praktyka literatury
  - Czas przeszły dokonany
  - Imię róży
  - Mała medytacja pod mottem Habent sua fata libelli
  - Małej medytacji część druga
  - Jak stworzyć czytelników?
  - Czas przyszły lub inny
  - Wstęp
  - Wizja lokalna
  - Bilans
- XIII. Wycieczka w genologię
  - Todorova typologia fantastyki
  - Literatura jako antynomia
  - Strukturalizm i aksjologia
- XIV. Wprowadzenie w metakrytykę
  - Bezwiedność literatury
  - Dwa zbiory i jeden przykład
  - Model krytyki
  - Protokół lektury
  - Konkretyzacja i ocena
  - Metazoil
  - Zagadka języka
- XV. Szczypta praktyki
- XVI. Zakończenie
- Posłowie